# Barbara Kennelly
Barbara Ann Kennelly, coniugata Bailey (Hartford, 10 luglio 1936), è una politica statunitense, membro della Camera dei Rappresentanti per lo stato del Connecticut dal 1982 al 1999.

## Biografia
Figlia del noto politico democratico John Moran Bailey, Barbara sposò un altro esponente politico democratico, James Kennelly.
Nel 1975 la Kennelly fu eletta tra le file del consiglio comunale di Hartford, dove restò fino al 1979, anno in cui divenne segretario di stato del Connecticut.
Nel settembre del 1981 il deputato William R. Cotter morì improvvisamente e così vennero indette delle elezioni speciali per determinare il suo successore. La Kennelly si candidò e riuscì a conquistare il seggio.
Barbara Kennelly rimase al Congresso per ben diciassette anni. Nel 1998 decise di non chiedere la rielezione, candidandosi invece a governatore del Connecticut. Questa campagna elettorale tuttavia non diede i frutti sperati alla Kennelly, che fu sconfitta dall'avversario repubblicano.
Dal 2002 al 2011 la Kennelly fu presidente della Commissione nazionale per preservare la sicurezza sociale e Medicare. È anche membro della Fondazione internazionale per i sistemi elettorali.